# گرهارد کورنر
گرهارد کورنر (به آلمانی: Gerhard Körner) بازیکن فوتبال و هافبک اهل آلمان شرقی بود که از سال ۱۹۶۲ میلادی عضو تیم ملی فوتبال آلمان شرقی بوده‌است. وی در ۳۳ بازی ملی حضور داشته و در بازی‌های ملی‌اش ۴ گل به ثمر رساند. گرهارد کورنر آخرین بازی ملی خود را در سال ۱۹۶۹ میلادی انجام داد.